# Søgård
Søgård is een plaats in de Deense regio Zuid-Denemarken, gemeente Aabenraa, met 346 inwoners (2007).